# Alicia Espinosa Ríos
Alicia Espinosa Ríos (Alcorcón, Comunidad de Madrid, España, 16 de octubre de 1997) es una árbitra de fútbol española adscrita al comité madrileño del Comité Técnico de Árbitros. Desde la temporada 2020-21 dirige en la Primera División Femenina (Liga F).

## Trayectoria
Se formó en el arbitraje madrileño y ascendió a la máxima categoría femenina en 2020‑21. Ha arbitrado encuentros destacados de Liga F, como el FC Barcelona–Granada CF (10‑1) del 28 de septiembre de 2024 en el Estadi Johan Cruyff.
A nivel internacional, ha sido designada cuarta árbitra en partidos de selecciones de UEFA (Nations League femenina 2025‑26), formando parte de equipos arbitrales españoles en la fase de grupos.

## Estadísticas
Rendimiento en la temporada 2024‑25 (Liga F): 11 partidos, 27 tarjetas amarillas (2,45 por partido), 1 roja y 3 penaltis señalados.

## Vida personal
Compagina su actividad arbitral con la ingeniería aeroespacial.